# Dallas Goedert
Pour les articles homonymes, voir Goedert.
(en) Statistiques sur pro-football-reference
Dallas Goedert, né le 3 janvier 1995 à Aberdeen au Dakota du Sud, est un joueur professionnel américain de football américain. 
Il joue au poste de tight end pour la franchise des Eagles de Philadelphie dans la National Football League (NFL) depuis 2018.

## Biographie

### Jeunesse
Il fréquente le lycée Britton-Hecla, situé à Britton en Dakota du Sud. Il joue au football américain, au football et au basket-ball avec les Braves, l'équipe du lycée,. Son père, un grand partisan des Cowboys de Dallas, l'a prénommé après la ville où les Cowboys évoluent; Dallas.

### Carrière universitaire
Goedert joue son football universitaire avec les Jackrabbits de South Dakota State. Avec l'équipe, il réussit deux saisons de suite avec 1000 yards. 

### Carrière professionnelle
Il est sélectionné au 2e tour par les Eagles de Philadelphie lors de la draft 2018 de la NFL. Il est alors le premier joueur sélectionné par l'équipe. Il se démarque rapidement avec l'équipe malgré la présence de Zach Ertz en tant que tight end titulaire. 
Avec Zach Ertz qui est échangé aux Cardinals de l'Arizona en octobre 2021, il devient le tight end titulaire de l'équipe. En novembre 2021, il signe un nouveau contrat de quatre ans d'une valeur de 59 millions de dollars dont 35,7 millions garantis. Ceci fait de lui le quatrième joueur le mieux payé de l'équipe derrière Fletcher Cox, Lane Johnson et Jordan Mailata. 